# Ophion caudatus
Ophion caudatus är en stekelart som först beskrevs av Joseph Augustine Cushman 1947.  Ophion caudatus ingår i släktet Ophion och familjen brokparasitsteklar. Inga underarter finns listade i Catalogue of Life.